# رومان بولانسكي
رومان بولانسكي (بالبولندية: Roman Polański) من مواليد 18 أغسطس 1933 ممثل ومخرج بولندي حاصل على الجنسية الفرنسية،وأخرج عدة أفلام منها الحي الصيني وطفل روزماري والمستأجر وتس والبوابة التاسعة وعازف البيانو وفينوس في الفراء.

## حياته
هربت عائلته من نزعة معاداة السامية إلى بولندا، وبعد احتلال النازيين لبولندا تم اعتقال امه في معسكر اوسشفايتس حيث ماتت هناك وتمكن والده من النجاة بشق الانفس أما هو فقد سلمه أهله لعائلة فلاحية بولونية وكان عليه أن ينام في اصطبل الابقار خشية الاعتقال النازي. بعد الحرب عمل كممثل في الخمسينات وكانت هذه بدايته مع عالم التمثيل. أخرج الكثير من الأفلام باللغة الإنجليزية. ويعتبر من أهم المخرجين السنمائيين في القرن العشرين.

## أفلامه

### أفلام شارك في التمثيل
- إجراء شكلي 1994

## قضية التحرش الجنسي
في عام 1977 تم اعتقال بولانسكي بتهمة اعتداء جنسي على قاصر تبلغ من العمر 13 سنة، و وجهت إليه ستة تهم من تهم السلوك الإجرامي من بينهم تهمة الاغتصاب، وقد أنكر بولانسكي جميع التهم، و بعد مساومة مع محامو الطفلة تنص على أنه إذا اعترف بإحدى التهم ستسقط عنه بقية التهم، وافق بولانسكي على المساومة، ولكنه هرب إلى فرنسا قبل حكم النهائي للمحكمة . ما زال يعيش في فرنسا ولا يجرؤ على العودة إلى أمريكا خوفا من اعتقاله.

## الترشيحات والجوائز

### الأوسكار
- أفضل نص مقتبس عام 1969 عن فيلم Rosemary's Baby
- أفضل مخرج عام 1975 عن فيلم Chinatown
- أفضل مخرج عام 1981 عن فيلم Tess
- أفضل فيلم عام 2003 عن فيلم The Pianist
- أفضل مخرج عام 2003 عن فيلم The Pianist و فاز بها

### الغولدن غلوب
- أفضل نص عام 1969 عن فيلم Rosemary's Baby
- أفضل مخرج عام 1975 عن فيلم Chinatown و فاز بها
- أفضل فيلم عام 1981 عن فيلم Tess

### جائزة سيزر
- جائزة سيزر لأفضل فيلم عام 1980 عن فيلم Tess

## مواقع خارجية
- رومان بولانسكي على موقع IMDb (الإنجليزية)
- رومان بولانسكي على موقع الموسوعة البريطانية (الإنجليزية)
- رومان بولانسكي على موقع روتن توميتوز (الإنجليزية)
- رومان بولانسكي على موقع مونزينجر (الألمانية)
- رومان بولانسكي على موقع قاعدة بيانات الأفلام العربية
- رومان بولانسكي على موقع ألو سيني (الفرنسية)
- رومان بولانسكي على موقع ميوزك برينز (الإنجليزية)
- رومان بولانسكي على موقع تيرنر كلاسيك موفيز (الإنجليزية)
- رومان بولانسكي على موقع أول موفي (الإنجليزية)
- رومان بولانسكي على موقع بوكس أوفيس موجو (الإنجليزية)